# Diocesi di Sambia

Mappa delle diocesi prussiane nel XIII secolo.

Stemma della diocesi.

La diocesi di Sambia (in latino Dioecesis Sambiensis) è una sede soppressa della Chiesa cattolica in Germania.

## Territorio
La diocesi si estendeva nella regione di Sambia (Samland in tedesco) nella Prussia Orientale.
Sede vescovile era la città di Fischhausen, mentre la cattedrale si trovava a Königsberg.

## Storia
La diocesi fu eretta il 4 luglio 1243 con il decreto Noverit universitas vestra del legato papale Guglielmo di Modena all'interno dei territori dello Stato Monastico dei Cavalieri Teutonici. Questo decreto fu confermato dai brevi Hiis que per dilectos filios (29 luglio 1243) e Iustis petentium desideriis (8 ottobre 1243) di papa Innocenzo IV.
Il territorio fu tuttavia conquistato dai Cavalieri Teutonici solo nel 1255. Il primo vescovo noto della diocesi, Johann von Diest, fu quindi un vescovo titolare che, date le circostanze, non prese mai possesso della sua sede. Solo con Heinrich von Streitberg la diocesi fu organizzata e nel 1258 ricevette la dotazione necessaria per il mantenimento della mensa vescovile. Nel 1253 entrò a far parte della provincia ecclesiastica di Riga.
Il territorio iniziale della diocesi era compreso, a nord e a sud, tra i fiumi Pregel e Nemunas, a ovest dal mar Baltico e a est dai confini con il granducato di Lituania. Successivamente a questo territorio si aggiunse anche la penisola della Vistola e parte del territorio di Klaipėda sulla riva destra del Nemunas.
Il capitolo della cattedrale fu eretto il 1º gennaio 1285 dal vescovo Christian von Mühlhausen; comprendeva 7 canonici. Prima della soppressione della diocesi esistevano 2 monasteri maschili e 3 femminili.
L'ultimo vescovo in comunione con la Santa Sede, fu Georg von Polenz, che introdusse il luteranesimo nella diocesi: impose ai preti l'obbligo di leggere gli scritti di Martin Lutero, abolì la messa, iniziò la secolarizzazione dei monasteri. Infine aderì formalmente alla nuova religione il 30 maggio e poi ancora il 10 dicembre 1525.
Su iniziativa del re polacco Stefano I Báthory e del sinodo di Piotrków del 1577, ci fu un tentativo di restaurare la diocesi, che però non ebbe effetto. Tuttavia, con il breve Quas dedit amplitudo tua del 7 dicembre 1617 papa Paolo V affidò ai vescovi di Varmia l'amministrazione apostolica del territorio dell'antica diocesi di Sambia; quest'incarico durò fino al 1773, quando il vescovo Ignacy Krasicki dovette rinunciarvi, in seguito alle pressioni del governo prussiano. Con la bolla De salute animarum di papa Pio VII del 16 luglio 1821 il territorio che un tempo apparteneva alla diocesi di Sambia fu incorporato nella diocesi di Varmia.

## Cronotassi dei vescovi
- Johann von Diest, O.F.M. † (1252 - 4 marzo 1254 nominato vescovo di Lubecca)
- Heinrich von Streitberg, O.T. † (7 maggio 1254 - 1274 deceduto)
- Hermann von Köln, O.F.M. † (1275 consacrato - 1275 dimesso)
- Christian von Mühlhausen, O.T. † (6 gennaio 1276 consacrato - 3 settembre 1295 deceduto)
- Siegfried von Regenstein, O.T. † (11 aprile 1296 - prima del 1314 deceduto)
  - Sede vacante (1314-1319)
- Johann von Clare † (3 dicembre 1319 - 28 giugno 1344 deceduto)
- Jakob von Kulm † (2 novembre 1344 - 11 novembre 1357 deceduto)
- Bartholomäus von Radam † (7 maggio 1358 - 5 settembre 1378 deceduto)
- Thilo von Marburg † (6 febbraio 1379 consacrato - 31 dicembre 1385 deceduto)
- Heinrich Kuwal † (12 settembre 1386 - 1395 dimesso)
- Heinrich von Seefeld † (30 marzo 1395 - 12 gennaio 1414 deceduto)
- Heinrich von Schanenburg † (22 giugno 1414 - luglio/agosto 1416 deceduto)
- Johann von Saalfeld † (9 maggio 1418 - 26 agosto 1425 deceduto)
- Michael Jung † (21 dicembre 1425 - 18 marzo 1442 deceduto)
- Nikolaus Schlotterkopf † (9 giugno 1442 - prima del 26 febbraio 1470 deceduto)
- Dietrich von Cuba † (30 aprile 1470 - prima del 24 agosto 1474 deceduto)
- Johann von Rehewinkel † (23 dicembre 1474 - 22 febbraio 1497 deceduto)
- Nikolaus Krender † (12 maggio 1497 - 2 luglio 1503 deceduto)
- Paul von Watt † (11 dicembre 1503 - prima del 1º novembre 1505 deceduto)
- Günther von Bünau † (dicembre 1505 - 14 luglio 1518 deceduto)
- Georg von Polenz, O.T. † (23 marzo 1519 - 30 maggio 1525 apostata)
  - Sede vacante (1525-1617)
  - Sede affidata in amministrazione apostolica ai vescovi di Varmia[8]